# ノーティードッグ
ノーティードッグ（英: Naughty Dog, LLC.）は、カリフォルニア州のサンタモニカに拠点を置くアメリカのゲームの開発会社。ソニー・インタラクティブエンタテインメント（SIE）の子会社で、PlayStationプラットフォーム向けゲームソフトの開発を行うPlayStation Studiosの一つである。
主にアクションゲームの開発を行い、クラッシュ・バンディクーシリーズやアンチャーテッドシリーズなどを手掛けてきた。また、ゲーム関連のアワードにおいて数多くの賞を獲得している一大スタジオとして知られる。「ノーティドッグ」と表記されることもある。

## 概要
20年間にわたり様々なジャンルのベストセラーソフトを世に送り出し、多数の賞を手にするなど高い評価を得ている。2009年時点までにノーティードッグのゲームは、累計販売数4千万本を突破し、総売上高は10億米ドル以上に達する。
一大スタジオでありながら、仕切りの少ない小規模なスタジオの雰囲気を保っており、上下関係などは存在せず常に社員同士で意見交換が行われている。ゲームプレイの改善を目的とした上の駄目だしも少なくなく、この環境はクオリティーの高いゲームを制作する秘訣であるという。
サンタモニカのハイウェイ10号線近くに本拠を置き、複数のビーチや、遊園地、メインストリートのショッピングエリアなどが隣接する。同じSIEの開発スタジオであるSIEサンタモニカスタジオも近い。一年中温暖な気候で、バスケットボール、ヨガセッション、グループ旅行、デッサンワークショップなどの様々な活動も行われている。
オフィス内には犬が数匹飼われており、自由に動き回っている。「naughty」とは「いたずらな、わんぱくな」という意味で、ノーティードッグが開発したゲームの1つ『ジャック×ダクスター 旧世界の遺産』では「無茶犬」という表記もされている。

## 制作環境
ロード時間を一切表示せずに、広大なフィールドを表現する手法を用いることが多く、ジャック×ダクスターシリーズやアンチャーテッドシリーズ（以下UC）などでは、一部のシーンを除き、全てのフィールドがシームレスに纏められている。
『UC』と『The Last of Us』の開発にはモーションキャプチャーテクノロジーが利用されており、ハリウッドのソニースタジオで撮影が行われる。これによりキャラクターの動きを役者と合わせることができ、表情もカメラで読み取っているのでリアルで自然な表情が生み出されている。
高度なグラフィック処理はノーティードッグの独自のエンジン開発が実現しており、『UC2』以降は物理エンジンにHavokも採用されている。また、ゲームだけではなく、アートの世界でも痕跡を残そうとするノーティードッグの「流儀」に従い、ゲームのあらゆる細部まで拘り作り込まれていることが確認できる。中にはプレイヤーが気づかないような点も多数あるが、それらひとつひとつが組み合わさることにより、よりよい体験を作り出しているという。

## 歴史

### 設立当初
1985年、アンディ・ギャビン（Andy Gavin）とジェイソン・ルービン（Jason Rubin）によって独立したゲーム開発スタジオとして設立された（2001年にはソニー・コンピュータエンタテインメントにより買収された）。設立当初は「Jason and Andy Magic」を略しJAMソフトウェアと呼ばれていた。ギャビンとルービンはメガドライブ用の『Rings of Power』と3DO用の『ウェイ・オブ・ザ・ウォリアー』を含むゲームを製作し次第に成功を収めていった。特に後者は低予算ながらも良作とされ、ユニバーサル インタラクティブ スタジオはこれを評価し、当スタジオと3タイトルに及ぶ契約を結び、会社拡大のため資金を供給することとなる。
ソニック・ザ・ヘッジホッグ2の開発に当たったセガのマーク・サーニー（Mark Cerny）は、新たに得た資産を最新世代ゲーム機の3D機能の能力をフルに活用するような、コミカルキャラクターが主役の3Dアクションゲームの製作に集中するようノーティードッグを説得していた。このエピソードは最終的には1996年8月31日の初代PlayStation用『クラッシュ・バンディクー』のリリースにつながったという。ノーティードッグはこのクラッシュ・バンディクーの続編を後の数年の間で3作製作する。

### SCE買収後
2001年1月にはソニー・コンピュータエンタテインメント（SCE）がノーティードッグを買収すると発表。『クラッシュ・バンディクー レーシング』を開発した後、同スタジオはPlayStation 2用の『ジャック×ダクスター』の開発に取り組み始めた。
2004年には、ノーティードッグのスタジオの社長兼共同創設者であったジェイソン・ルービンが会社を辞め、別のスタジオで『Iron and the Maiden』という名前の新しいプロジェクトに取り組む。
2007年にはノーティードッグ最初のPlayStation 3タイトルである『アンチャーテッド エル・ドラドの秘宝』リリース。2009年にその続編である『アンチャーテッド 黄金刀と消えた船団』、そして2011年11月に『アンチャーテッド 砂漠に眠るアトランティス』 がリリースされた。特に『黄金刀と消えた船団』は、コントローラーを手放せさせない興趣の尽きないストーリーに、手に汗を握る迫力溢れるゲームプレイ、細部まで拘り作り込まれたクォリティーの高さなどが評価され、“AIAS ゲーム・オブ・ザ・イヤー 2009”をはじめとする多くのゲーム賞を獲得した。

### 方針転換
当時までのノーティードッグは、同時に複数のタイトルを開発しない他、世代別のゲーム機ごとにひとつだけのフランチャイズしか製作しない来歴を持つことが知られていたが、この方針は過去のフランチャイズのファンから多数の批判を招いていたという。しかし、2011年12月10日のPlayStation 3用新IPである『The Last of Us』の発表でこれまでの方針が終局を迎える。このプロジェクトは同スタジオ内において初となるセカンドチームを備えた同時進行開発となり、2013年6月にリリースされ、批評家による圧倒的な称賛を受けた。
2013年11月の米国でのPlayStation 4のロンチイベントでは、PS4用として『アンチャーテッド 海賊王と最後の秘宝』が発表され、これでアンチャーテッドはノーティードッグ初となる2世代間に跨るフランチャイズとなった。

## ICEチーム
ノーティードッグは、その社内ゲーム開発チームに加えて、SIEワールドワイド・スタジオの中心技術グループであるICEチーム（Initiative for a Common Engine Team / 共通エンジン構想チーム）の本拠地でもある。ICEチームは、コアなグラフィックスの技術開発に焦点を当て、これをSCEの開発スタジオに提供する。 これには、深層のゲームエンジンコンポーネントや、グラフィックス処理パイプライン、グラフィックプロファイリング、デバッグツールなどが含まれる。
ICEチームはまた、サードパーティのデベロッパーにも、エンジンコンポーネント、グラフィック分析・プロファイリング、およびRSX用デバッグツールのスイートを提供している。どちらも、デベロッパーがPlayStationハードウェアのパフォーマンスをより存分に生かせるためのサポートツールである。

## 他スタジオとの連携
『ラチェット&クランク』シリーズや『RESISTANCE〜人類没落の日〜』などのゲームを開発したインソムニアックゲームズ（Insomniac Games）とは、両社のオフィスが近いこともあり、古くから親しい間柄にある。実際に2002年にノーティードッグは『ラチェット&クランク』の第1作の開発に手を貸しており、時折両社のゲームシリーズ内でのコラボレーションが行われている。
SCEファーストパーティの壁も越え、アクティビジョンのInfinity WardやBungieとも技術交換などを視野に入れた対話を行っていることが明らかになっている。2017年の「クラッシュ・バンディクーブッ飛び3段もり!」ではフィードバックなどで協力。

## 開発タイトル
JAMソフトウェアとして
| 発売年 | タイトル   | プラットフォーム       |
| ------ | ---------- | ---------------------- |
| 1985   | Math Jam   | Apple II               |
| 1986   | Ski Crazed | Apple II               |
| 1987   | Dream Zone | Apple IIGS, Amiga, DOS |

ノーティードッグとして
| 発売年 | タイトル                                      | 原題                                   | プラットフォーム                                       | 備考                                  |
| ------ | --------------------------------------------- | -------------------------------------- | ------------------------------------------------------ | ------------------------------------- |
| 1989   | Keef the Thief                                |                                        | PC                                                     | 日本未発売                            |
| 1991   | Rings of Power                                |                                        | メガドライブ                                           | 日本未発売                            |
| 1994   | ウェイ・オブ・ザ・ウォリアー                  | Way Of The Warrior                     | 3DO                                                    |                                       |
| 1996   | クラッシュ・バンディクー                      | Crash Bandicoot                        | PlayStation                                            |                                       |
| 1997   | クラッシュ・バンディクー2 コルテックスの逆襲! | Crash Bandicoot 2: Cortex Strikes Back | PlayStation                                            |                                       |
| 1998   | クラッシュ・バンディクー3 ブッとび!世界一周   | Crash Bandicoot : Warped               | PlayStation                                            |                                       |
| 1999   | クラッシュ・バンディクー レーシング           | Crash Team Racing                      | PlayStation                                            |                                       |
| 2001   | ジャック×ダクスター 旧世界の遺産              | Jak and Daxter: The Precursor Legacy   | PlayStation 2                                          |                                       |
| 2003   | ジャック×ダクスター2                          | Jak II                                 | PlayStation 2                                          |                                       |
| 2004   | Jak 3（英語版）                               | Jak 3                                  | PlayStation 2                                          | 日本では2017年にPlayStation 4で発売。 |
| 2005   | Jak X: Combat Racing（英語版）                | Jak X: Combat Racing                   | PlayStation 2                                          | 日本では2018年にPlayStation 4で発売。 |
| 2007   | アンチャーテッド エル・ドラドの秘宝           | Uncharted: Drake's Fortune             | PlayStation 3                                          |                                       |
| 2009   | アンチャーテッド 黄金刀と消えた船団           | Uncharted 2: Among Thieves             | PlayStation 3                                          |                                       |
| 2011   | アンチャーテッド 砂漠に眠るアトランティス     | Uncharted 3: Drake's Deception         | PlayStation 3                                          |                                       |
| 2013   | The Last of Us                                |                                        | PlayStation 3                                          |                                       |
| 2014   | The Last of Us Remastered                     |                                        | PlayStation 4                                          |                                       |
| 2016   | アンチャーテッド 海賊王と最後の秘宝           | Uncharted 4: A Thief's End             | PlayStation 4 PlayStation 5 Microsoft Windows（Steam） | PS5版、PC版が2022年で発売。           |
| 2017   | アンチャーテッド 古代神の秘宝                 | Uncharted: Lost Legacy                 | PlayStation 4 PlayStation 5 Microsoft Windows（Steam） | PS5版、PC版が2022年で発売。           |
| 2020   | The Last of Us Part II                        |                                        | PlayStation 4                                          |                                       |
| 2022   | The Last of Us Part I                         |                                        | PlayStation 5 Microsoft Windows                        | PC版は2023年発売。                    |
| 2024   | The Last of Us Part II Remastered             |                                        | PlayStation 5                                          |                                       |

## 関連会社
- レディアットドーン
- インソムニアックゲームズ
  - ハイインパクトゲームズ
- サッカーパンチプロダクションズ